# 1857 au théâtre
| Années du théâtre : 1854 - 1855 - 1856 - 1857 - 1858 - 1859 - 1860    |
| Décennies du théâtre : 1820 - 1830 - 1840 - 1850 - 1860 - 1870 - 1880 |

## Pièces de théâtre représentées
- 26 janvier : Le Bras d'Ernest d’Eugène Labiche, Paris, Théâtre du Palais-Royal.
- 21 mars : Première de L’Aveugle, pièce en cinq actes d’Anicet Bourgeois et A. d'Ennery, Paris, Théâtre de la Gaîté.
- 26 mars : L'Affaire de la rue de Lourcine, d’Eugène Labiche, Paris, Théâtre du Palais-Royal.
- 11 avril : La Dame aux jambes d'azur, d’Eugène Labiche en collaboration avec Marc-Michel, Paris, Théâtre du Palais-Royal.
- 18 avril : Jean le Toqué, vaudeville des Frères Cogniard, Paris, théâtre des Variétés
- 19 décembre : Ohé ! Les P'tits Agneaux !, revue mêlée de chants et de danses des Frères Cogniard et une musique de Nargeat, Paris, théâtre des Variétés.
- Une place lucrative d’Alexandre Ostrovski, au théâtre de Kazan, mise en scène par Nikolaï Miloslavski.

## Décès
- 7 septembre : Jacques-François Ancelot
- 2 mai : Alfred de Musset
- 8 juin : Douglas William Jerrold, écrivain, journaliste et dramaturge britannique, né le 3 janvier 1803.
- 25 novembre : Henri Simon, auteur dramatique français, né en 1782.